# Paladun
Paladun (forma occitana a verificar)(Palladuc en francès) és un municipi francès situat al departament del Puèi Domat i a la regió d'Alvèrnia-Roine-Alps. L'any 2007 tenia 463 habitants.

## Demografia

### Població
El 2007 la població de fet de Palladuc era de 463 persones. Hi havia 186 famílies de les quals 48 eren unipersonals (28 homes vivint sols i 20 dones vivint soles), 63 parelles sense fills, 71 parelles amb fills i 4 famílies monoparentals amb fills.
La població ha evolucionat segons el següent gràfic:
Habitants censats

### Habitatges
El 2007 hi havia 296 habitatges, 191 eren l'habitatge principal de la família, 62 eren segones residències i 43 estaven desocupats. 287 eren cases i 7 eren apartaments. Dels 191 habitatges principals, 165 estaven ocupats pels seus propietaris, 22 estaven llogats i ocupats pels llogaters i 4 estaven cedits a títol gratuït; 1 tenia una cambra, 6 en tenien dues, 24 en tenien tres, 60 en tenien quatre i 100 en tenien cinc o més. 148 habitatges disposaven pel capbaix d'una plaça de pàrquing. A 65 habitatges hi havia un automòbil i a 99 n'hi havia dos o més.

### Piràmide de població
La piràmide de població per edats i sexe el 2009 era:
| Homes | Edats   | Dones |
| ----- | ------- | ----- |
| 0     | 95 o +  | 0     |
| 0     | 90 a 94 | 0     |
| 0     | 85 a 89 | 12    |
| 8     | 80 a 84 | 8     |
| 4     | 75 a 79 | 12    |
| 16    | 70 a 74 | 12    |
| 8     | 65 a 69 | 8     |
| 12    | 60 a 64 | 8     |
| 8     | 55 a 59 | 12    |
| 28    | 50 a 54 | 24    |
| 24    | 45 a 49 | 20    |
| 24    | 40 a 44 | 20    |
| 24    | 35 a 39 | 8     |
| 16    | 30 a 34 | 24    |
| 12    | 25 a 29 | 12    |
| 28    | 20 a 24 | 4     |
| 12    | 15 a 19 | 8     |
| 12    | 10 a 14 | 24    |
| 48    | 5 a 9   | 8     |
| 12    | 0 a 4   | 8     |

## Economia
El 2007 la població en edat de treballar era de 290 persones, 230 eren actives i 60 eren inactives. De les 230 persones actives 208 estaven ocupades (111 homes i 97 dones) i 22 estaven aturades (10 homes i 12 dones). De les 60 persones inactives 21 estaven jubilades, 20 estaven estudiant i 19 estaven classificades com a «altres inactius».

### Ingressos
El 2009 a Palladuc hi havia 222 unitats fiscals que integraven 568,5 persones, la mediana anual d'ingressos fiscals per persona era de 18.541 €.

### Activitats econòmiques
Dels 44 establiments que hi havia el 2007, 18 eren d'empreses de fabricació d'altres productes industrials, 7 d'empreses de construcció, 9 d'empreses de comerç i reparació d'automòbils, 1 d'una empresa de transport, 1 d'una empresa d'hostatgeria i restauració, 1 d'una empresa financera, 3 d'empreses immobiliàries, 2 d'empreses de serveis, 1 d'una entitat de l'administració pública i 1 d'una empresa classificada com a «altres activitats de serveis».
Dels 8 establiments de servei als particulars que hi havia el 2009, 1 era un taller de reparació d'automòbils i de material agrícola, 1 paleta, 1 guixaire pintor, 2 fusteries, 1 lampisteria, 1 perruqueria i 1 agència immobiliària.
L'any 2000 a Palladuc hi havia 12 explotacions agrícoles que ocupaven un total de 348 hectàrees.

## Equipaments sanitaris i escolars
El 2009 hi havia una escola elemental.

## Poblacions més properes
El següent diagrama mostra les poblacions més properes.